# Al Murabitun
Al Murabitún (en árabe: المرابطون‎, al-Murābiṭūn; « Los Almorávides ») o también Al Murabitun Al Qaeda de la Yihad en África del Oeste es un grupo armado yihadista salafista del Sahel creado en agosto de 2013 con la unión del MUYAO y Los firmantes con sangre liderado por Mojtar Belmojtar. El 4 de diciembre de 2015 el líder de AQMI Abdelmalek Droukdel anunció en un mensaje de audio la unión de Al Murabitún a AQMI además de reivindicar junto a Al Murabitún el ataque y la toma de rehenes en el Hotel Radisson de Bamako perpetrado el 20 de noviembre de 2015.
Al Murabitún está activo en la región de Gao en Malí y en el norte de Níger aunque ha reivindicado también acciones en la capital de Malí, Bamako y en Burkina Faso.
Según algunos expertos la organización tiene contactos en Túnez, Libia, Sudán, en Egipto con el grupo Ansar Bait al Maqdis o Seguidores de la Casa Sagrada y con Boko Haram en Nigeria. Según algunos medios en diciembre de 2015 el grupo cuenta con un millar de hombres con armamento ligero: fusiles de asalto, lanzacohetes y granadas.
En noviembre de 2016 el grupo juró su lealtad al califa Ibrahim, Abu Bakr al-Baghdadi

## Creación del grupo y evolución del liderazgo
El 22 de agosto de 2013 Ahmed Ould Amer, alias Ahmed al-Tilemsi y Mokhtar Belmokhtar anunciaron la fusión del MUYAO y de Los firmantes con sangre. En el comunicado la nueva brigada hizo un llamamiento a todas las organizaciones islámicas para "contrarrestar a las fuerzas laicas que se erigen contra todo proyecto islámico" y lanzaron amenazas contra Francia en la región y en todo el mundo. También aseguraron inspirarse en Al Qaeda y en los talibanes saludando a sus líderes Aiman al-Zawahiri y al Mulá Omar.
El nombre de Almorávides hace referencia a la dinastía bereber que reinó en los siglos XI y XII entre el sur de la península ibérica y el norte de África.
En el anuncio de fundación de al Murabitún no se mencionó ningún líder y las autoridades francesas identificaron al cabecilla del grupo con el nombre de Abu Bakr al Nasri, de origen egipcio. Se informó que las fuerzas francesas lo mataron en Malí en abril de 2014 y también a Ahmed al-Tilemsi. Tras el descabezamiento los servicios de seguridad de varios países consideraron que Mojtar Belmojtar había asumido el liderazgo del grupo. Algunas fuentes consideran que parte de sus combatientes están relacionados financieramente con el tráfico de drogas.  Inicialmente se consideraba que el grupo no estaba organizado de manera piramidal sino que está dirigido por un consejo consultivo formado por varios miembros.

### Cronología de acciones y atentados
- 26 de enero de 2015. Intento de asesinato del General Mohamed Abderrahmane Ould Meydou. Al Murabitún reivindicó el ataque el 7 de marzo.
- También el 7 de marzo reivindica el ataque realizado el mismo día contra el restaurante La Terrasse de Bamako que provocó 5 muertos (un francés, un belga y tres malienses) y 8 heridos. El grupo afirma que el ataque ha sido para vengar la muerte de Ahmed al Tilemsi. Uno de sus autores es localizado en Magnambugu y muerto el 13 de marzo en un asalto realizado por las fuerzas de seguridad.
- El 30 de agosto de 2015 reivindican el secuestro de un miembro de los servicios de seguridad rumano en el norte de Burkina Faso secuestrado el 4 de abril.[6]
- El 23 de noviembre es uno de los grupos que reivindica el ataque al Hotel Radisson de Bamako.[7]
- El 13 de marzo de 2016 es uno de los grupos que reivindica el Atentado de Grand-Bassam.[8]

## Situación en diciembre de 2015
Según un documento de los servicios de información de Malí recogido por la revista Jeune Afrique, el grupo estaría desestructurado y se habría roto su cadena de mando. Según la misma fuente, varios de sus líderes fueron eliminados y otros se trasladaron a Libia. Al Murabitún estaría a finales de 2015 dividido en dos grupos: los combatientes que huyeron a Libia situados bajo el mando de Mokhtar Belmokhtar, que se mantenía próximo a Al Qaeda y la rama de Malí dirigida por Walid Abu Sarhaoui que declaró su adhesión a la banda terrorista Estado Islámico. El 4 de diciembre de 2015 el líder de AQMI Abdelmalek Droukdel anuncia en un mensaje de audio que Al Murabitún se ha unido al AQMI además de reivindicar junto a Al Murabitún el ataque al Hotel Radisson de Bamako.